# Либертарианская партия Нидерландов
Либертарианская партия (нидерл. Libertaire Partij, LP) — либертарианская политическая партия в Нидерландах, основанная в 1993 году. Она надеется создать «свободный мир, мир, в котором никто не будет вынужден жертвовать своей жизнью и имуществом во благо других». Его основателем является Тоин Мандерс, который работает в Haags Juristen College. 9 мая 2015 года Джаспер де Гроот был избран председателем.

## История
Партия приняла участие во всеобщих выборах в Нидерландах 1994 года, получив 2754 голоса и не получив ни одного места. После этого партия провела почти два десятилетия в «спячке», организуя лекции и мероприятия для распространения своей идеи, но не участвуя в национальных выборах. Партия снова активизировалась в 2012 году и приняла участие во всеобщих выборах в Нидерландах 2012 года, набрав всего 4205 голосов.
С тех пор партия приняла участие в 10 муниципальных выборах в 2013 и 2014 годах, избрала нового председателя и находится в процессе расширения и модернизации. С 2012 года членский состав заметно увеличился, хотя партия по-прежнему не представлена ни в одном представительном или законодательном органе. В 2014 году Либертарианская партия стала первой политической партией в Нидерландах, принявшей Биткойн. Партия также участвовала в провинциальных выборах в Нидерландах и во всеобщих выборах 2017 года, но не смогла завоевать ни одного места, получив лишь 1492 голоса.

## Идеология
Платформа партии основана на право-либертарианских принципах, таких как личная и экономическая свобода, уважение частной собственности и самостоятельность.

## Результаты выборов

### Парламент
| Год выборов | Палата представителей     | Палата представителей     | Палата представителей        | Палата представителей |
| Год выборов | # от общего числа голосов | % от общего числа голосов | # количество выигранных мест | +/–                   |
| ----------- | ------------------------- | ------------------------- | ---------------------------- | --------------------- |
| 1994        | 2754                      | 0,03                      | 0 из 150                     | ▬                     |
| 2012        | 4163                      | 0,05                      | 0 из 150                     | ▬                     |
| 2017        | 1492                      | 0,01                      | 0 из 150                     | ▬                     |
| 2023        | 4152                      | 0,04                      | 0 из 150                     | ▬                     |